# Parandak
Parandak (persiska: پرندک, Raḩīmābād, رحیم آباد, رَحيم آباد) är en ort i Iran.   Den ligger i provinsen Markazi, i den nordvästra delen av landet, 80 km sydväst om huvudstaden Teheran. Parandak ligger 1 186 meter över havet och antalet invånare är 6 184.
Terrängen runt Parandak är huvudsakligen platt, men åt nordväst är den kuperad.Runt Parandak är det ganska glesbefolkat, med 27 invånare per kvadratkilometer. Parandak är det största samhället i trakten. Trakten runt Parandak består i huvudsak av gräsmarker.